# Werpup

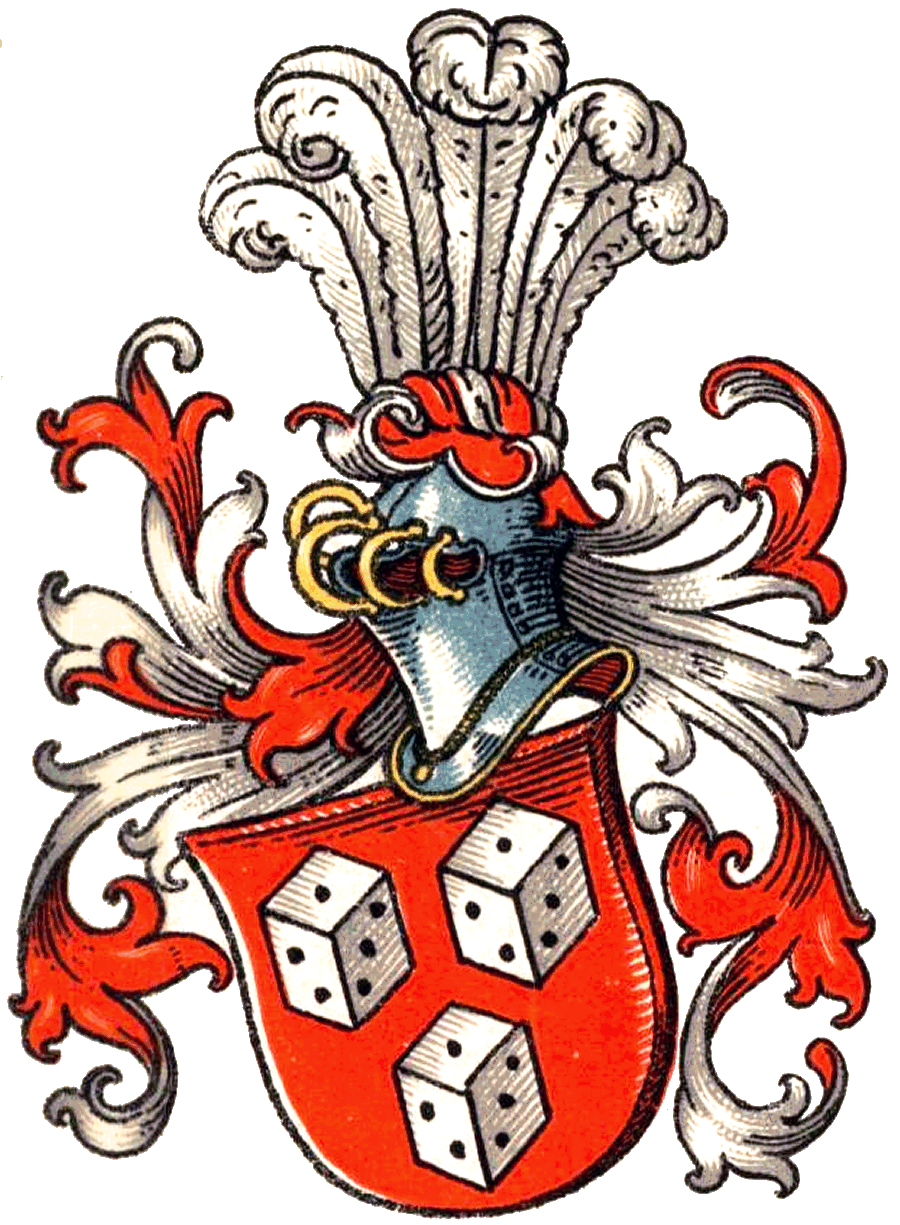
Wappen derer von Werpup

Werpup ist der Name eines erloschenen westfälischen Adelsgeschlechts.

## Namensgebung
Der appellative Name leitet sich ab vom Plattdeutschen werp (Hochdeutsch: Werfen) und up (Hochdeutsch: auf), (ähnlich wie help – up (hilf auf)).

## Geschichte
Die von Werpup waren ursprünglich in der Grafschaft Lippe in Westfalen ansässig, später im Osnabrückschen, im Braunschweig-Lüneburgschen, Hannoverschen und Lauenburgischen. Die Anfänge des Geschlechts gehen auf eine Lemgoer Bürgerfamilie namens „von der Felde“ zurück. Ein Johann von der Felde war in Lemgo Ratsherr von 1409 bis 1419 und 1432. Sein Sohn Gerke Werpup alias von der Felde lag in Fehde mit den lippischen Edelherren, schwor aber 1459 Urfehde und erhielt 1461 Schloss und Stadt Alverdissen in Pfandschaft gegen Zahlung einer ansehnlichen Summe Geldes. Diese Pfandschaft wurde immer wieder verlängert. In Alverdissen übte die Familie das Kirchenpatronatsrecht aus. In der Kirche befand sich die Begräbnisstätte der Familie.
Als zur Mitte des 16. Jahrhunderts die Landespolitik dazu überging, die Pfandschaften einzulösen, wurde 1557 Johan von Werpup mit Teilen des in der Reformation aufgelösten Klosters Ullenhausen und einiger weiterer in der Umgebung gelegener Ländereien und Gefälle belehnt. Daraus entstand das Gut Ullenhausen. Im Dreißigjährigen Krieg wurde Ullenhausen stark zerstört und infolge von Geldschwierigkeiten 1704 verkauft.
Die heute so zahlreich, vor allem im norddeutschen Raum verbreitete Nachkommenschaft geht zum größten Teil auf die im Raum Alverdissen/Schwelentrup ansässigen Familienmitglieder zurück. Größere Bedeutung erlangten die Ullenhäuser und Bissendorfer Linien.

## Bedeutende Vertreter
Gerke von Werpup
Vermutlicher Sohn des Johann von der Felde aus Lemgo. Er war verheiratet mit Anna von Bock. 1461 verpfändeten ihm die lippischen Edelherren „Slot und Wigbelde“ Alverdissen. Er erhielt 1464 vom Kirchherrn zu Barntrup eine halbe Hufe Land, das er der Kirche in Bega schenkte. Seine Briefe an Bernhard VII. zeugen von großer Schriftkunde und Rechtsgelehrtheit.
Friedrich von Werpup
Sohn des Gerke von Werpup anders von der Felde. Er war von 1491 bis 1492 Mitglied der lippischen Ritterschaft und Gesandter des Edelherrn an den Herzog von Braunschweig.
Simon von Werpup (der Ältere)
Sohn des Gerke von Werpup. Er kämpfte auf Seiten der Edelherrn 1493 in der Schlacht bei Blekenstedt. Verheiratet war er mit Ermgard von Busche. Beide erhielten 1514 für eine Schuld von 1000 Florin Schloss und Haus Alverdissen vom Landesherrn übereignet, anfänglich für 10 Jahre; dazu kamen die Dienste und der Zehnte, die bisher nach Sternberg geleistet wurden. Simon erwarb in den folgenden Jahren weitere Dienste und Gefälle hinzu. Zu den Ackerbürgern in Alverdissen scheint er ein gutes Verhältnis gehabt zu haben. 1527 war er Drost zu Sternberg.
Anna von Werpup († 1586)
Tochter Simon von Werpup, des Älteren. Sie heiratete 1536 Levin von Zerssen, hatte mit ihm vier Söhne. Nach der Ermordung ihres Gatten 1541 wirkte sie als Haushofmeisterin am fürstlichen Hof in Detmold. Ihr berühmtes Familien-Epitaph in der reformierten Kirche in Detmold, geschaffen von einem unbekannten Meister, gliedert sich in drei Teile:
- Den unteren Bereich bildet eine Tafel mit einer längeren Inschrift über das Schicksal ihrer Familie.
- Das Figurenrelief zeigt in der Mitte das Kreuz mit Betenden: links ihr Ehegatte in Ritteruniform und seine 4 Söhne, rechts die Frau mit einem Korb über ihr. Oberhalb des Gebälks befindet sich an jeder Seite eine Rollwerkkartusche mit Wappen. Je zwei Sphingen stützen die Kartuschen, die jeweils ein Putto krönt. Ein mit Blattranken verzierter Wulst wird von zwei kleinen Karyatiden getragen.
- Eine größere Rollwerkkartusche mit den Wappen der Werpup/Zerssen, und einer weiblichen Symbolfigur schmücken die obere Begrenzung.

Am Relief befinden sich die Ahnenwappen: Zersen – Reden – Raschenplatt – Offensen – Landesberg – Wirte – Duien – Slistedt; Werpup – Busche – Bock – Quernheim – Trappen – Oienhausen – Bardelage – Kappeln.
Johann von Werpup auf Ullenhausen († 1575)
Sohn von Simon von Werpup (dem Älteren): Sein Verhältnis als Pfandherr zu den Bürgern von Alverdissen scheint gespannt gewesen zu sein, kam es doch in den 1540ern mehrfach zu Beschwerden der Bewohner beim lippischen Grafen wegen offensichtlicher Übergriffe. 1557 brachte er Besitzbriefe des im Zuge der Reformation aufgelösten Klosters Ullenhausen an sich und stellte sie dem Landesherren zur Verfügung. Daraufhin wurde er u. a. mit dem Feldzehnten von Ullenhausen und Ländereien in der Feldmark von Alverdissen und Asmussen belehnt. 1560 wurde er Mitglied der lippischen Ritterschaft. Im selben Jahr vermachte er der Pfarrei Almena ein Kapital von 50 Rth. Die Dechen sollten dem Pastor jährlich die Zinsen auszahlen. 1564 trat er in einer Streitsache als Schiedsmann auf Seiten des lippischen Grafen auf. Johann W. war lippischer Landdrost und Schaumburgischer Drost zu Pinneberg. Er war verheiratet mit Katharina von Cramm, hatte mehrere Söhne (Friedrich, Simon, Philipp, Burchard, Gerke) und 2 Töchter. Eine seiner Töchter, Magdalena, war 1628 Äbtissin des St. Marienstifts zu Minden.
Sein 1999 restauriertes Epitaph befindet sich in der Kirche St. Martini in Braunschweig. Die verschwundenen Ölgemälde wurden durch Fotografien ersetzt:
- Den unteren Teil bildet eine mit Masken und Engelköpfen versehene Kartusche mit Inschrift.
- Der Mittelteil besteht aus zwei Gemälden. Das obere zeigt die Verklärung Christi: Gott Vater in der Mitte, links Moses mit Gesetzestafeln, rechts Elias und drei Jünger. Ebenfalls zu sehen: zwei geschnitzte Putten. Das untere rechteckige Bild, zeigt die kniende Familie, links den Vater mit fünf Söhnen, rechts die Mutter mit den zwei Töchtern.
- Die Krönung besteht aus mit Engeln besetztem Rollwerk und einem aus der Mitte wachsenden Baum.

Auf Fries, Pfeiler, Sockel und unter der Kartusche befinden sich die Vollwappen mit Beischriften: Werpup – Kramme / Busche – Bumelborg / Bock – Stenberge / Querem – Scheurenschlohs / Trappen – Feltem / Oyenhusen – Plessen / Bardela – Schulenborch / Kapelle – Bedefeld.
Friedrich von Werpup († 1604)
Sohn des Johann von Werpup. Er war u. a. lippischer Hofmeister und Hausmeister, Osnabrückscher Hofmarschall und Rat, Drost zu Pyrmont (1582), zu Fürstenau und zu Alverdissen. Mit seiner Frau, Magdalena von Schwarze, hatte er 6 Kinder, von denen bei seinem Tod noch drei Töchter und ein Sohn lebten. Er erbte den Lappenhof.
Seine Grabplatte (Steintafel) wurde beim Neubau der Kirche 1842 in der Südostecke der Kirche eingemauert. Sie zeigt ihn in Ritterrüstung: mit Panzer, Schärpe, Degen und Dolch; Helm und Eisenhandschuhe sind auf dem Boden abgelegt. Über der Halsberge ist ein Mühlsteinkragen zu erkennen. Zu beiden Seiten sind Wappen der mit den W. verwandten Familien angebracht. Die längere Beschriftung spielt auf seine Familienverhältnisse an.
Johann Adolf von Werpup auf Bissendorf († 1646)
Sohn des Friedrich von Werpup. Er trat 1626 in die Fruchtbringende Gesellschaft ein und erhielt den Beinamen des „Bessernden“. Er war u. a. Drost in Herford (1633) und in Iburg. Mit Elisabeth von Zersen hatte er sechs Söhne und eine Tochter (Maria Sophia). Der Gutssitz der Werpup in Bissendorf wurde bei archäologischen Grabungen in den letzten Jahren freigelegt.
Gustav Casimir von Werpup auf Bissendorf und Lappenhof (1635–1666)
Sohn des Johann Adolf von Werpup: Er diente als Herzoglich Braunschweigisch-Lüneburgischer Leutnant, sein Grabstein mit den Wappen befindet sich in Wunstorf.
Simon der Jüngere von Werpup auf Ullenhausen
Sohn des Johann von Werpup. Seine Heirat mit Ilse von Post fand 1585 statt. 1591 war er Drost zu Pinneberg. Zu den Kindern gehörten u. a.: Elisabeth, die 1607 Ernst von Münchhausen heiratete; Adolf, geb. 1591, der 1614 heiratete; Johann auf Ullenhausen (s. u.); zwei Söhne und eine Tochter wurden vor 1623 beerdigt.
Johann von Werpup auf Ullenhausen und Oldendorf († 1641)
Sohn Simon von Werpup, des Jüngeren. Er war verheiratet in erster Ehe mit Elisabeth von Kerssenbrock und in zweiter Ehe 1637 mit Gisela Ilse von Saldern. Begraben wurde er zu Oldendorf.
Ludwig Stats von Werpup auf Ullenhausen und Oldendorf († 1683)
Sohn des Johann von Werpup auf Ullenhausen. Er war Cellischer Oberkammerjunker des Herzogs Christian Ludwig, Fürstlich Hannoverischer Oberhauptmann zu Oldenstadt (1683) und wohnte 1667 als Hoch-Fürstl. Commissaius einer Äbtissin-Wahl im Kloster Medingen bei. Er heiratete 1657 Maria Juliane von Wultzky. Er hatte vier Söhne, darunter Georg Ernst (s. u.) und eine Tochter namens Dorothea, die 1690 Christian Friedrich von Lüneburg auf Wathlingen heiratete.
Georg Ernst von Werpup auf Ullenhausen, Oldendorf und Dermin († 1722)
Sohn des Ludwig Stats von Werpup. Er war Kur-Hannoverischer Geheimer Rath und Oberlanddrost zu Ratzeburg im Herzogtum Lauenburg. Als Grundherr von Dermin ließ er von einem italienischen Spezialisten am Hang zum Küchensee (Ratzeburg) einen barocken „Lustgarten“ anlegen. Er wurde zu verschiedenen Malen als Gesandter, insonderheit am Dänischen Hof, gebraucht. Er war verheiratet mit Eleonore Maria von Bernstorff, Tochter des damaligen Premier-Ministers von Bernstorff.
Gottlieb Ludwig von Werpup auf Ullenhausen, Oldendorf, Dermin u. Wülfel († 1792)
Sohn des Georg Ernst von Werpup. Er war Hannoverischer Hofjunker und Gesandtschaftsmarschall zu Frankfurt am Main 1745, Oberschenk 1747, Canonicus zu Hamburg 1749, Kammerherr 1750, Schlosshauptmann 1755, Hofmarschall 1764, Oberhofmarschall 1767. Er erwarb das spätere Rittergut Wülfel im Süden Hannovers 1744. Verheiratet war er seit 1739 mit Antoinette Eleonore von Alvensleben (* 1717), Tochter des hannoverischen Ministers Rudolf Anton von Alvensleben und seiner Frau Eleonore von Dieskau, die 1772–1773 Oberhofmeisterin der Königin Caroline Mathilde von Dänemark in Celle war.
Aus der Ehe gingen ein Sohn (s. u.) und eine Tochter hervor. Die Tochter, Eleonore Sophia Luise Christiane, heiratete 1759 den Ober-Appellations-Vice-Präsidenten von Wallmoden zu Celle.
Georg Anton Friedrich von Werpup († 1765)

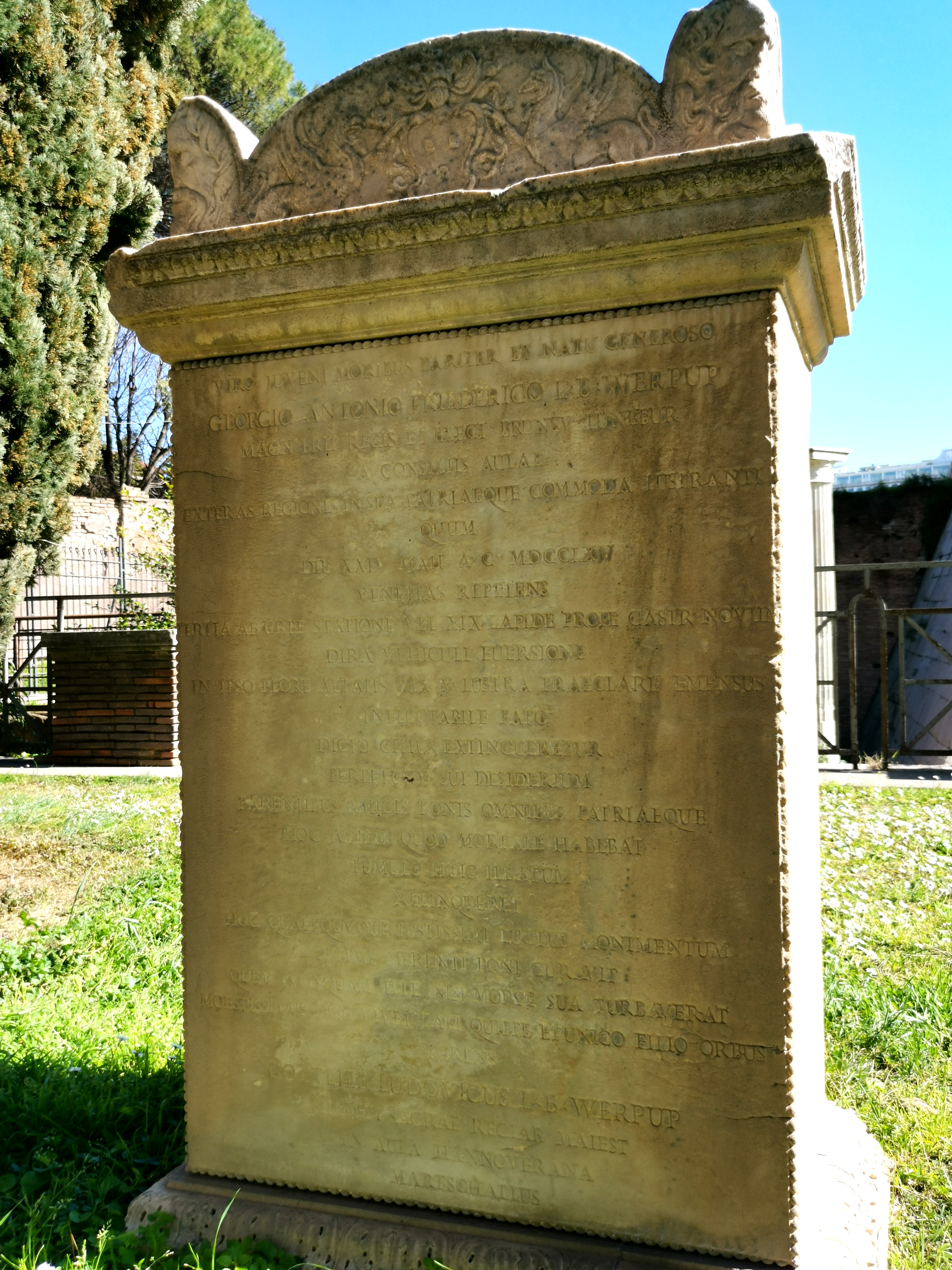
Grab auf dem Nichtkatholischen (Protestantischen) Friedhof Rom

Sohn des Gottlieb Ludwig von Werpup. Er war kur-hannoveranischer Canzlei Auditor 1760, Hofrath 1762. Auf seiner Romfahrt besuchte er Papst Klemens XIII. Auf dem Rückweg verunglückte er 1765 zwischen Rom und Castelnuovo auf der Via Flaminia mit seiner Kutsche, die sich überschlug und ihn darunter begrub. Er wurde auf dem Il Cimitereo Acattolico (Protestantischer Friedhof) in Rom begraben, und sein Grabstein ist der erste, der dort aufgestellt wurde. Davor gab es schon Beerdigungen, aber ohne Grabstein.
Mit seinem Tod erlosch diese Linie im Mannesstamm.

„Politische Neuigkeiten – Rom – Der einzige Sohn des Königl. Grosbritt. und Churfürstl. Braunschweigischen Oberhofmarschals Hrn. von Werpup zu Hannover hatte auf seinen Reisen durch Italien das Unglück, auf dem Wege nach Venedig, den 25tem Mai 1765 umgeworfen und dergestalt beschädigt zu werden, daß er daran starb. Vor kurzem ist alhier zu dessen Andenken ein marmornes Monument, sieben Fus hoch, unweit der Pyramide Cajus Cestius, aufgerichtet worden. Dieses Monument ist in einer der volkreichesten Gegenden dieser Stadt, und das erste, welches man innerhalb der Stadt dem Gedächtnis eines Protestanten gesetzt hat.“

## Wappen
Das Wappen zeigt in Rot drei (2:1) silberne Würfel die eins oben. Auf dem Helm mit rot-silbernen Decken fünf silberne Straußenfedern.
Als redendes Wappen zeigt es Beziehung des Namens zum Würfelspiel.

## Archivmaterialien
- Landesarchiv NRW, Abt. Ostwestfalen, Lippe, Bestand: Personenregister Adlige, L 52, W (Nr. 1, Nr. 2).